# Нідерланген
Нідерланген (нім. Niederlangen) — громада в Німеччині, розташована в землі Нижня Саксонія. Входить до складу району Емсланд. Складова частина об'єднання громад Латен.
Площа — 29,37 км2. Населення становить 1353 ос. (станом на 31 грудня 2021).